# Chemnitz

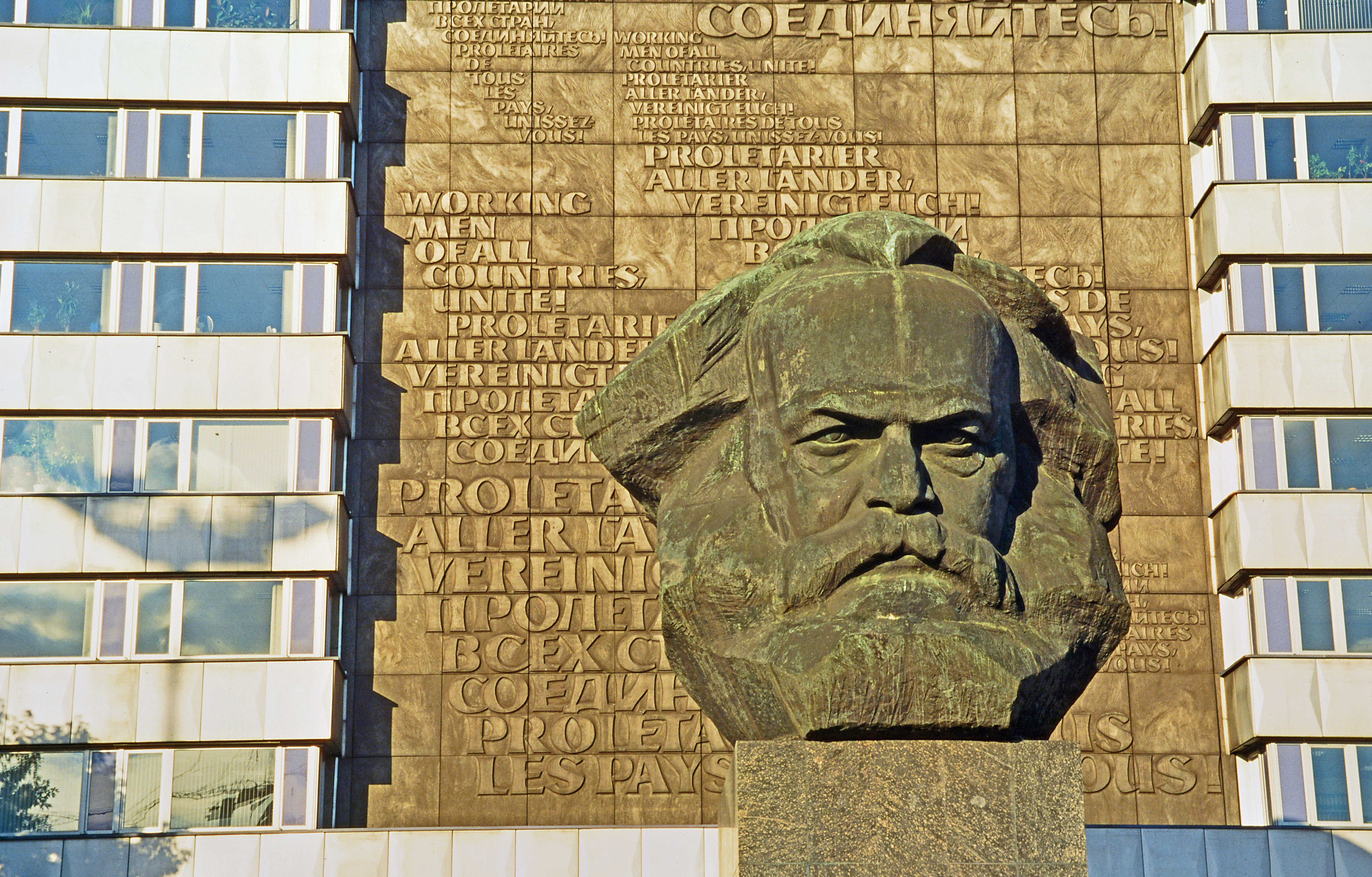
Karl Marx fejszobra 1971-ből, ma is a város egyik szimbólumának tartják

Chemnitz (IPA: [ˈkʰɛmnɪʦ] kiejtéseⓘ, csehül: Saská Kamenice; 1953–1990 között Karl-Marx-Stadt) város Németországban, Szászországban, az Érchegység északi lábánál. 245 000 lakosával Lipcse és Drezda után Szászország harmadik legnépesebb városa, az azonos nevű kormányzati körzet székhelye, Lipcsével és Drezdával együtt a 3,5 milliós „Szász-háromszög” része.
A várost írásos forrásban először 1143-ban említik. Népessége 1883-ra már elérte a 100 000 főt, a 20. század elejére Németország egyik legfontosabb iparvárosává fejlődött. A második világháború után az NDK-hoz került. 1953-ban Marx Károly nevét vette fel, majd az újraegyesítés után eredeti nevén szervezték járási jogú várossá. Lakossága az 1970-es évek végén meghaladta a 300 ezer főt.
Chemnitz ma Németország keleti részének egyik legfontosabb gazdasági, kulturális és tudományos központja. Gazdaságának alapját a szolgáltatószektor és az ipar képezi. A tudományos élet a Chemnitzi Műszaki Egyetem körül összpontosul.

## Etimológia
Chemnitz város nevét a rajta keresztülfolyó Chemnitz folyóról kapta, amely a Zwickaui-Mulde egyik kis mellékfolyója. Maga a „Chemnitz” szó a szorb „Kamjenica” szóból ered, melynek jelentése „köves patak”. Cseh neve (Saská) Kamenice, a szorbok a Kamjenica nevet használják.

## Földrajz
Chemnitz az Érchegység-medencében fekszik mintegy 300 méterrel a tengerszint felett, délről az Érchegység nyúlványai, északról a Közép-szász dombság határolja. A várost átszelő Chemnitz folyó széles völgyet vájt ki, amely kedvezett a település kialakulásának. A folyó két nagyobb patak (keletről a Zwönitz, nyugatról a Würschnitz) összefolyásából jön létre, emellett számos kisebb patak táplálja.
Chemnitz geológiai bázisát három nagyobb egységre lehet osztani. Az északi és északkeleti városrészek a Közép-szász dombság Glauchau és Döbeln közötti területéről benyúló granulithegységen fekszenek, amelynek kőzete, a granulit, prekambriumi üledékes kőzetek metamorfózisával keletkezett. Ez az északi-északkeleti földrajzi egység további részekre tagolódik, úgymint: Auerswaldi löszdombság, alsó Chemnitz-medence, Wittgensdorfi lösztábla és Röhrsdorfi paladombság. 
A városon az itt 7-8 kilométeresre szűkülő Érchegység-medence északkelet-délnyugat irányban húzódik keresztül. A medencében található a Beutenberg (420,9 m), amely északkeletről határolja a várost. A medence uralkodó kőzettípusa a felső karbon és alsó perm idejéből származó üledékes kőzetek mellett a tufa és a löszagyag. Részegységei: Zschopau-Hochtalboden, Kohlung-tábla, Zeisigwald-Struth-dombság, Chemnitz-völgy, Chemnitz-Terrassenriedel, Siegmar-Bornai dombvidék, Neukircheni dombság és Alsó-Würschnitz-völgy. 
Az Érchegység északi lejtőinek jellegzetes geológiai formája Chemnitz környékén mutatkozik meg a legtisztábban. Ebben az eubai Galgenberg hegy (471 m) és a klaffenbachi Adelsberg (508 m) vonalától délre eső földtani egységben az agyagpala-jellegű fillit és az ártéri üledékek uralkodnak. Ez a Zwönitz és Würschnitz völgyei által szabdalt lépcső 500-550-méteres magasságot ér el a Chemnitz folyó összefolyásától délnyugatra. Itt található a város legmagasabb pontja, a Klaffenbacher Höhe (523 m). A terület tovább tagolható a következő földrajzi egységekre: Érchegység északi határlépcső, Alsó-Zwönitz-völgy, harthaui Würschnitz-völgy, berbisdorfi Riedelgebiet, dittersdorfi Riedelgebiet.
Miután több települést is a városhoz csatoltak, Chemnitznek nincs egységes településszerkezete. Mindenekelőtt keleten jellemző, hogy a falusias városrészek elkülönülnek a belvárostól, míg nyugaton a városhatáron is túlnyúlik Limbach-Oberfrohna és Hohenstein-Ernstthal irányába.

### Szomszédos települések
Chemnitzet a következő városok és községek határolják (északkeletről indulva az óramutató járásának megfelelően):
- Mittelsachsen járásban: Niederwiesa, Flöha, Augustusburg, Hartmannsdorf, Burgstädt, Lichtenau és Frankenberg
- Erzgebirgskreisben: Gornau, Amtsberg, Burkhardtsdorf és Neukirchen
- Zwickau járásban: Oberlungwitz, Hohenstein-Ernstthal, Callenberg, Limbach-Oberfrohna és Niederfrohna

### Városrészek
Chemnitznek 39 városrésze van. Ezek közül nyolc (nevezetesen: Einsiedel, Euba, Grüna, Klaffenbach, Kleinolbersdorf-Altenhain, Mittelbach, Röhrsdorf és Wittgensdorf) a szászországi településrendelet 65–68. paragrafusa értelmében egyúttal helység is. Ezeket a településrészeket a kilencvenes években, az utolsó bővítés alkalmával csatolták Chemnitzhez, emiatt élveznek különleges jogokat a többi településrésszel szemben: saját tanácsuk van lélekszámtól függően 10-16 taggal és egy elnökkel. Feladatuk elsősorban a helységgel kapcsolatos ügyek meghallgatása, a végső döntés joga azonban Chemnitz város tanácsáé.
A városrészek hivatalos számozásának elve a következő:
- A belső városrészek jele 01 (Zentrum) és 02 (Schloßchemnitz)
- Az egyes városrész-fürtökhöz tartozó tízes helyi érték az óramutató járásának megfelelően nő
- Ezen belül az egyes városrészekhez tartozó egyes helyi érték a városhatár felé nő

| A városrészek és hivatalos számozásuk: Adelsberg (25) Altchemnitz (41) Altendorf (92) Bernsdorf (42) Borna-Heinersdorf (13) Ebersdorf (14) Einsiedel ¹ (46) Erfenschlag (44) Euba ¹ (16) Furth (11) Gablenz (24) Glösa-Draisdorf (12) Grüna ¹ (95) Harthau (45) Helbersdorf (61) Hilbersdorf (15) Hutholz (64) Kapellenberg (81) Kappel (82) Kaßberg (91) Klaffenbach ¹ (47) | Kleinolbersdorf-Altenhain ¹ (26) Lutherviertel (22) Markersdorf (62) Mittelbach ¹ (87) Morgenleite (63) Rabenstein (94) Reichenbrand (86) Reichenhain (43) Röhrsdorf ¹ (96) Rottluff (93) Schloßchemnitz (02) Schönau (83) Siegmar (85) Sonnenberg (21) Stelzendorf (84) Wittgensdorf ¹ (97) Yorckgebiet (23) Zentrum (01) ¹ egyúttal helyiség is |

### Időjárás
Chemnitz a mérsékelt öv nedves kontinentális éghajlati zónájába esik. 1961 és 1990 közötti mérési átlagot alapul véve június és július a legmelegebb hónap 16,6 és 16,4 °C havi átlag középhőmérséklettel; ugyanez az érték januárban a legalacsonyabb (1,2 °C). Az évi középhőmérséklet 7,9 °C. A napi középhőmérséklet januárban 0 és -2 °C, júliusban 16 és 18 °C közé esik. A napsütéses órák száma évente átlagosan 1530 óra, júliusban 200 óra, így ez a legnapsütésesebb hónap.
Mivel a város az Érchegység uralkodó szélirány felőli oldalán fekszik, a csapadék mennyisége viszonylag magas. Az éves csapadékmennyiség 650–800 mm közötti. Küchwaldban (Schloßchemnitz városrész) a fenti időintervallumban 775 mm volt az éves csapadékátlag. A legcsapadékosabb hónap a június (85–90 mm), a legszárazabb a február (35–45 mm).

## Történelem
Chemnitz főleg mint iparváros ismert, illetve mint a néhai NDK mintavárosa, ma is főleg ennek a kornak az emlékei meghatározóak. A középkorban a textilipara, valamint a bányászata volt meghatározó, mely a mai napig prosperál, az ipari forradalom idején pedig gyorsan fejlődésnek indult, ezért is kapta a „Szászországi Manchester” becenevet. A második világháború során légibombázások célpontja volt, éppen az ipari jelentősége miatt. A város nagy része ekkor gyakorlatilag megsemmisült, de a háborút követően, miután Kelet-Németország része lett hamar újjáépült. 1953-ban nevezték át Karl-Marx-Stadtra, Karl Marx előtti tiszteletből; a városban található a világ második legnagyobb fejszobra 1971-ből, mely természetesen Marxot ábrázolja. Az ipari tevékenység volt ezután is meghatározó, majd Németország újraegyesítése után visszakapta eredeti nevét. A városban a rendszerváltás után is jelentős popkultúrális tényező maradt Marx, akiről még egy helyi kólát is elneveztek, miközben a kommunista időszak szocreál építészete is sok helyen fennmaradt. A város 2025-ben elnyerte az Európa kulturális fővárosa címet is, miután az ipar szerepének mérséklődése után kulturálisan is sokat fejlődött.

## Gazdaság és infrastruktúra
A város helyi közlekedési szolgáltatója, a CVAG (Chemnitzer Verkehrs AG) kiterjedt busz és villamoshálózatot üzemeltet.

## Kultúra és látnivalók
- Karl Marx-bronzfej: nem túlzás, hogy ez a város legikonikusabb látnivalója; a Lev Kerbel szovjet szobrász tervezte óriási Marx-fej a világ második legnagyobb fejszobra, ami 7,1 méter, a talapzattal együtt 13 méter magas és 40 tonnányi. A helyiek ezt Nischl-nek, vagyis koponyának szokták becézni. A mögötte álló épületen domborműként a Kommunista kiáltvány kezdősorai olvashatók négy nyelven
- Új városháza
- Roter Turm, vagyis Vörös Torony a 12. századból
- Siegert Ház, Georg Siegerthez, a chemnitzi textilipar elindítójához kötődő épület
- Schocken Ház, az egykor áruháznak épült modern épület ma a SMAC-nak, vagyis a Szászországi Régészeti Múzeumnak ad otthont
- Stadthalle
- Theaterplatz
- Kunstsammlungen Chemnitz, a helyi művészeti múzeum
- Stadtbad, vagyis a városi fürdő
- Theodor Haase Fabrik: a város idővel megszűnt iparának számos épületét új funkciókkal töltötték meg, a korábbi fonalfestő gyár ma egy fotóscég székhelye, ahol fotókiállítások is vannak
- Industriemuseum, avagy Iparmúzeum, mely szintén egy egykori gépgyár területén található, és a helyi ipartörténetet mutatja be. (A várostól nincs messze Zwickau sem, ahol többek közt Trabant-kiállítás is van)
- Gunzenhauser Múzeum, képzőművészeti múzeum
- Chemnitzi Strassenbahnmuseum

## Testvérvárosok
- Tampere, Finnország (1961. október)
- Ljubljana, Szlovénia (1966. október 17.)
- Arras, Franciaország (1967.)
- Timbuktu, Mali (1968. október 6.)
- Ústí nad Labem, Csehország (1970. július 17.)
- Łódź, Lengyelország (1972.)
- Mulhouse, Franciaország (1981. október 7.)
- Manchester, Egyesült Királyság (1983. március 18.)
- Volgográd, Oroszország (1988. május 6.)
- Düsseldorf, Németország (1988. április 13.)
- Akron, USA (1997. április 20.)
- Tajjüan, Kína (1999. május 17.)

## Fordítás
- Ez a szócikk részben vagy egészben  a   Chemnitz című angol Wikipédia-szócikk fordításán alapul.  Az eredeti cikk szerkesztőit annak laptörténete sorolja fel. Ez a jelzés csupán a megfogalmazás eredetét és a szerzői jogokat jelzi, nem szolgál a cikkben szereplő információk forrásmegjelöléseként.